# Brasil Papaya
Brasil Papaya é uma banda florianopolitana de música instrumental que mescla ritmos ortodoxos e radicais como rock, blues, choro e heavy metal. Atualmente a banda conta com 4 integrantes: Eduardo Pimentel, Renato Pimentel, Baba Junior e Ginho Bernardes.

## História
A banda iniciou com dois irmãos guitarristas (Eduardo Pimentel e Renato Pimentel) em Laguna, em Santa Catarina, em fevereiro de 1993, após gravarem cinco faixas de uma demo tape, que chegou a ter sua tiragem inicial, de 1.500 cópias, esgotada. Além disso, algumas músicas desta demo-tape chegaram a tocar em rádios de Portugal e até dos Estados Unidos.
Em fevereiro do ano seguinte, finalmente acontece a primeira apresentação ao vivo, incluindo Bruno Ghizoni na bateria e Fernando Braga no baixo. Assim, a banda adquiriu a sua formação fixa de quarteto, já radicada na cidade de Florianópolis. Os integrantes do quarteto mudaram ao longo do tempo, mas os irmãos fundadores sempre continuaram na banda.
Ainda em 1994, tornaram-se o primeiro grupo instrumental a vencer uma etapa de um festival de grupos cover, chegando em segundo lugar entre 25 concorrentes.
Em julho de 1996, o grupo passa 40 dias em São Paulo, no estúdio Creative Sound, gravando o primeiro álbum, Brasil Papaya Instrumental (lançado em 1997). Em novembro de 1996, ainda antes do disco ser lançado, a banda grava seu primeiro videoclipe, para a faixa "The Heart Ends... The Dream Begins". Em abril de 1997, o segundo clipe (música "Matando a Inocência") é lançado. Este foi o primeiro de Santa Catarina rodado em película (de 16mm e de 35mm).
Em 1999, o baterista Alex Paulista entra para o grupo. Em outubro de 1999, a banda grava a faixa "Kichute" para o álbum Projeto 12:30, uma coletânea patrocinada pelo Departamento Artístico e Cultural da Universidade Federal de Santa Catarina (UFSC).
Em 2005, o álbum Esperanza é lançado. Ele chegou a ser indicado pela revista Roadie Crew como um dos melhores lançamentos (geral) do ano de 2006, e ganhou destaque numa entrevista de 5 páginas na Guitar Player (edição n.130 de fevereiro de 2007)
Em 2008 a banda é convidada, pelo maestro Jeferson Della Rocca,  a participar do Projeto Rock'n Camerata da Camerata Florianópolis que se mantem ativo até os dias atuais.
Em 2010, o baixista Baba Jr. entra para a banda. Neste mesmo ano, o grupo foi selecionado para o Circuito Catarinense SESC de Música onde percorreu 21 cidades catarinenses com a Emancipation Tour, que culminou com a gravação do DVD de mesmo nome comemorando os 18 anos de estrada.
Ainda em 2010, o Brasil Papaya foi convidado a participar das apresentações da orquestra Camerata Florianópolis, nos shows "Rock Camerata" e "Clássicos com Energia", gravando inclusive um CD e DVD.
No dia 25 de Setembro 2015, os irmãos Eduardo e Renato Pimentel (ambos na guitarra) e o baixista Baba Jr., acompanharam a orquestra Camerata Florianópolis como banda de apoio do show que o guitarrista Steve Vai apresentou no Rock in Rio 2015.
Em 2018 o Baterista Alex Paulista deixa a banda para iniciar uma carreira musical na Europa, em Portugal. No inicio de 2019 entra Ginho Bernardes para a bateria. 
E a banda também participa de outro projeto da Camerata Florianópolis, o Queen Tribute Camerata Florianópolis.

## Discografia
A discografia da banda é composta por 1 demo-tape, 3 álbuns de estúdio, 1 DVD ao vivo, e 3 participações:
- 1993 - Brasil Payaya (demo-tape)
- 1997 - Brasil Papaya Instrumental
- 2005 - Esperanza
- 2011 - Emancipation (DVD)
- 2012 - Clássicos com Energia (com a Camerata Florianópolis)
- 2016 - Rock'n Camerata ( com a Camerata Florianópolis)

### Outras participações
- 2000 - Projeto 12:30 (coletânea com músicas de várias bandas) - Música: Kichute
- 2001 - Seiscordas (coletânea com músicas de várias bandas) - Músicas: "Poça d`água" e "Pau de Garapuvu"